# Sien Hoornik
Clasina Maria (Sien) Hoornik (Den Haag, 22 februari 1850 – Rotterdam, 22 november 1904) was een Nederlands naaister en tevens prostituee. Zij werd bekend als model en partner van Vincent van Gogh en is meerdere malen door hem afgebeeld.

## Biografie
Sien Hoornik was een dochter van Pieter Hoornik (1823-1875), die smid en spoorbeambte was, volgens een andere bron kruier, en van Maria Wilhelmina Pellers (1829-1910), dienstbode. Het gezin van Hoornik had 10 kinderen. Sien was de oudste. Toen haar vader in 1875 overleed moesten ze leven van wat naaiwerk en wat een broer verdiende met het maken van stoelen. Deels leefden zij van liefdadigheid, maar Sien werkte ook als prostituee.
In de periode 1882-1883 woonde zij in Den Haag samen met Vincent van Gogh. Op 4 september 1901 trouwde zij in Rotterdam met Arnoldus Franciskus van Wijk die bakker was. Zij had twee dochters en twee zoons uit relaties met onbekende mannen. Een dochter en een zoon stierven als zuigeling. Drie van deze kinderen werden geboren tussen 1874 en 1879. Toen de vader van de overgebleven dochter Maria Wilhelmina (geboren 1877) overleed, ging Sien als prostituee werken. Deze vader zou hebben gezorgd voor haar onderhoud, maar wilde vanwege zijn stand niet met Sien trouwen.

Toen Hoornik in 1881 opnieuw zwanger was ontmoette zij, waarschijnlijk in januari 1882, Vincent van Gogh. Uit de brieven van Van Gogh aan zijn broer is haar toestand duidelijk: 
Verlaten door den man wiens kind zij in t’lijf droeg. Eene zwangere vrouw die in den winter op straat zwierf – haar brood moest verdienen, gij weet wel hoe’, en die ziek en hongerig was (brief VvG 224).
Van Gogh tekende in 1882 vanuit het huis van Hoornik en haar moeder de tekening Opgebroken Noordstraat met spitters.
Hoornik werkte als model en huishoudster voor Van Gogh, en na enige tijd kregen zij een relatie. Van Gogh was van plan met haar te trouwen, maar tot een huwelijk kwam het nooit. Vincent moest zich in juni 1882 laten behandelen tegen gonorroe, waarschijnlijk was hij daarmee besmet door Sien. Hij verliet het ziekenhuis nadat Hoornik op 2 juli 1882 in Leiden was bevallen van haar zoon Willem. Na de bevalling trok Sien met Maria en Willem in bij Van Gogh in Den Haag. De twee karakters botsten echter. Bovendien wilden zowel de broer Van Gogh, Theo van Gogh, als haar moeder en broer Carolus dat de relatie beëindigd werd.
Door deze relatie kreeg Van Gogh minder steun van familie en vrienden en kwam de relatie met zijn ouders onder spanning te staan. Zijn leraar en neef, Anton Mauve, stopte abrupt zijn steun een paar weken nadat Van Gogh Sien voor het eerst ontmoette, hoewel bij dat besluit ook andere factoren een rol speelden, zoals hun onderlinge relatie. Ook een andere familievriend, Hermanus Tersteeg, trok zich op hetzelfde moment abrupt terug.
Toen Vincent van Gogh in 1883 naar Drenthe verhuisde, trok Sien Hoornik in bij haar moeder in de Bagijnestraat, destijds de rosse buurt. Volgens een brief van Van Gogh ging het daar niet goed met haar. Sien Hoornik verhuisde verschillende malen binnen Den Haag en liet haar dochter achter bij haar moeder en haar zoon bij haar broer Pieter. In 1888 woonde zij in Delft, vervolgens in Antwerpen, Den Haag, Rotterdam en Dordrecht.
In september 1901 trouwde Sien Hoornik met Arnoldus van Wijk, een zeeman die veel jonger was, en die ooit veroordeeld was vanwege landloperij. Het echtpaar ging wonen aan de Verlaatstraat 30 in Rotterdam. Van Wijk nam de kinderen Maria en Willem aan als de zijne

Naar verluidt pleegde Hoornik op 12 november 1904 zelfmoord, door in het water van de haven van Rotterdam te springen. Van Gogh was op dat moment al lang overleden. Zij had haar dood eerder voorspeld, zoals van Gogh schreef in een van zijn brieven uit 1883: 
Het kan toch op niets anders uitkomen dan dat ik in ’t water spring’ (brief VvG 379).

## Werk van Van Gogh met Sien Hoornik
In de tekeningen van Van Gogh verbeeldde Sien Hoornik vrouwentypen zoals de moeder, de treurende vrouw of de naaister, maar natuurlijk is hierin ook haar eigen persoon uitgetekend. Van Gogh beschreef haar eveneens in woorden: haar gezicht was pokdalig, haar figuur gracieus en door een keelziekte sprak ze ‘lelijk’. Volgens Van Gogh had Hoornik een zenuwachtig gestel, had ze vaak een slecht humeur en driftbuien. Zij had geen verstand van boeken of kunst, maar had als kind wel leren lezen.

## Latere literatuur over Sien Hoornik
In boeken over Vincent van Gogh wordt Hoornik vaak neergezet als een onhebbelijke en drankzuchtige vrouw. Theun de Vries beschrijft haar in zijn roman uit 1963, Ziet, een mens! als onbetrouwbare en tragische figuur. In haar biografie over Hoornik uit 2016 beschrijft Marloes Huiskamp haar als de enige vrouw met wie Vincent van Gogh een gezinsleven heeft gekend. In 2020 publiceerde de Belgische schrijver Yves Saerens in eigen beheer een roman over Hoornik in de vorm van een fictief dagboek met de titel Sien van Gogh.

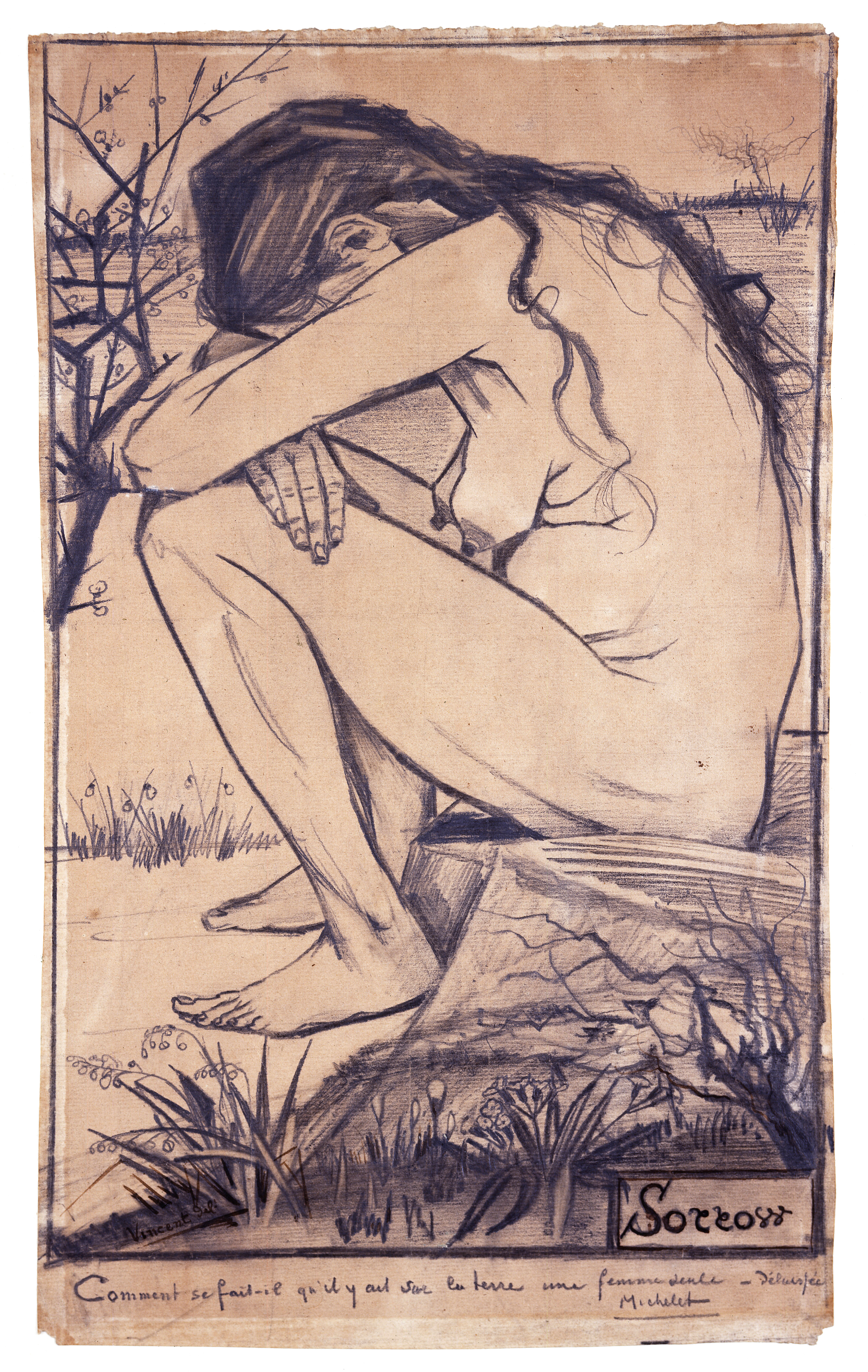
Sorrow (verdriet), tekening in krijt, de Garman Ryan Collectieop De New Art Gallery Walsall (F929a)

## Werken van Van Gogh

### Hoornik als model
Van Gogh maakte vele tekeningen en schetsen met Sien Hoornik als model. In een brief aan zijn broer Theo beschreef Van Gogh hoe hij Hoornik beschouwde als zijn hulp en partner bij het tekenen. Hij schreef Theo over zijn relatie met Hoornik, zei dat er niet zozeer liefde bestond, maar wel wederzijds begrip. Van Gogh had haar gered van de straat en zorgde voor haar en haar kinderen. In ruil daarvoor poseerde zij voor hem.
In de tekening Sorrow (F929, F929a) en een latere litho (F1655) staat Hoornik voor een vrouw vol verdriet en kwetsbaarheid. Sommige van de werken zijn iconisch, zoals Zittende vrouw (F935, JH143) en Moeder met Kind. Andere tekeningen zijn echter eenvoudig, bijvoorbeeld die terwijl Sien aan het naaien was. De compositie is net zo eenvoudig als haar naaiwerk.
In het werk Zittende vrouw is het merkwaardig dat hij Hoornik tekende in een jurk die identiek is aan de jurk die een eerdere minnares van Van Gogh gedragen had, namelijk Kee Vos-Stricker.

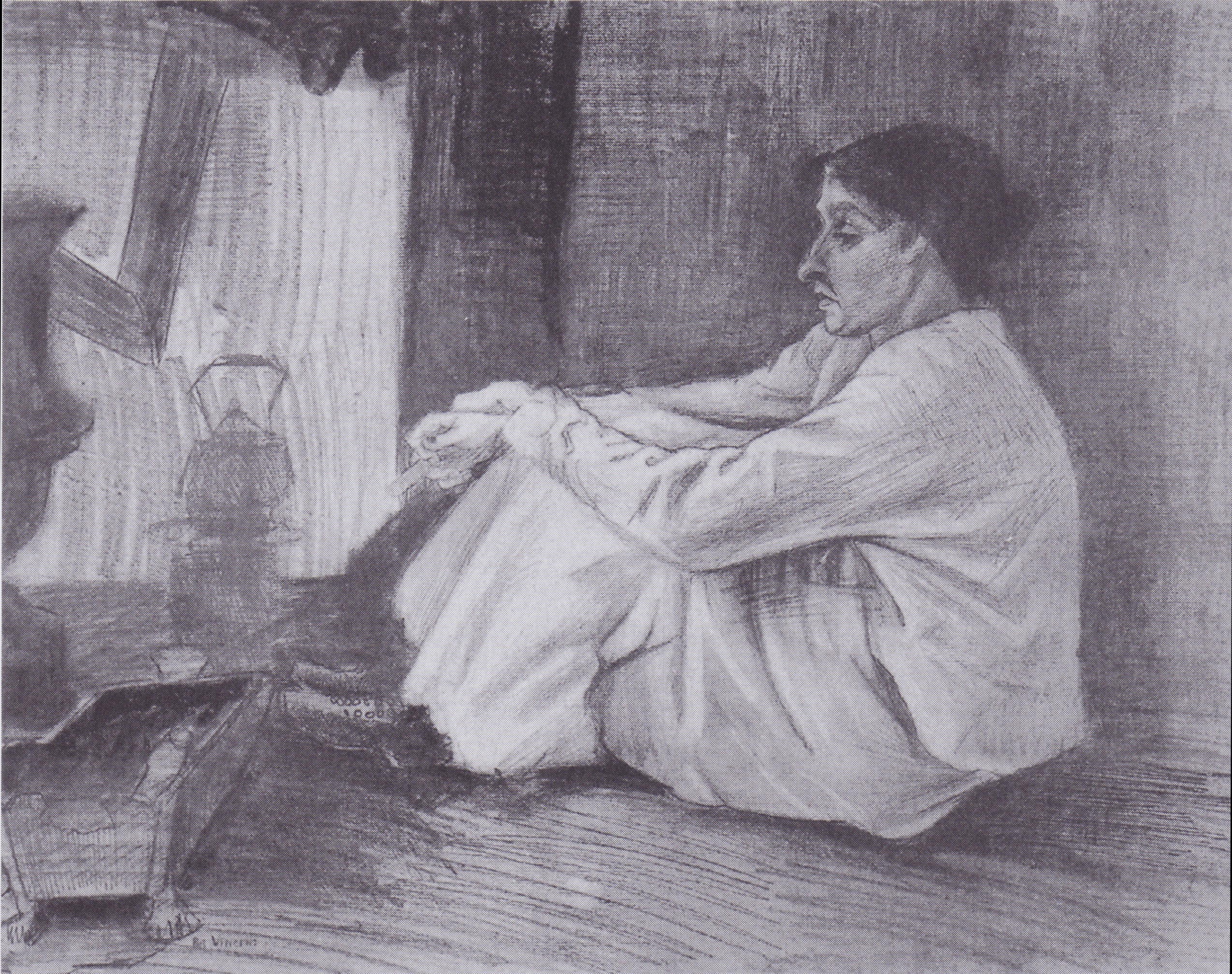
Sien met een sigaar, op de grond zittend bij de open haard, potlood, zwart krijt, pen en penseel, sepia, gewassen en gehoogd met wit, april 1882, Kröller-Müller Museum, Otterlo, Nederland (F898, JH141)
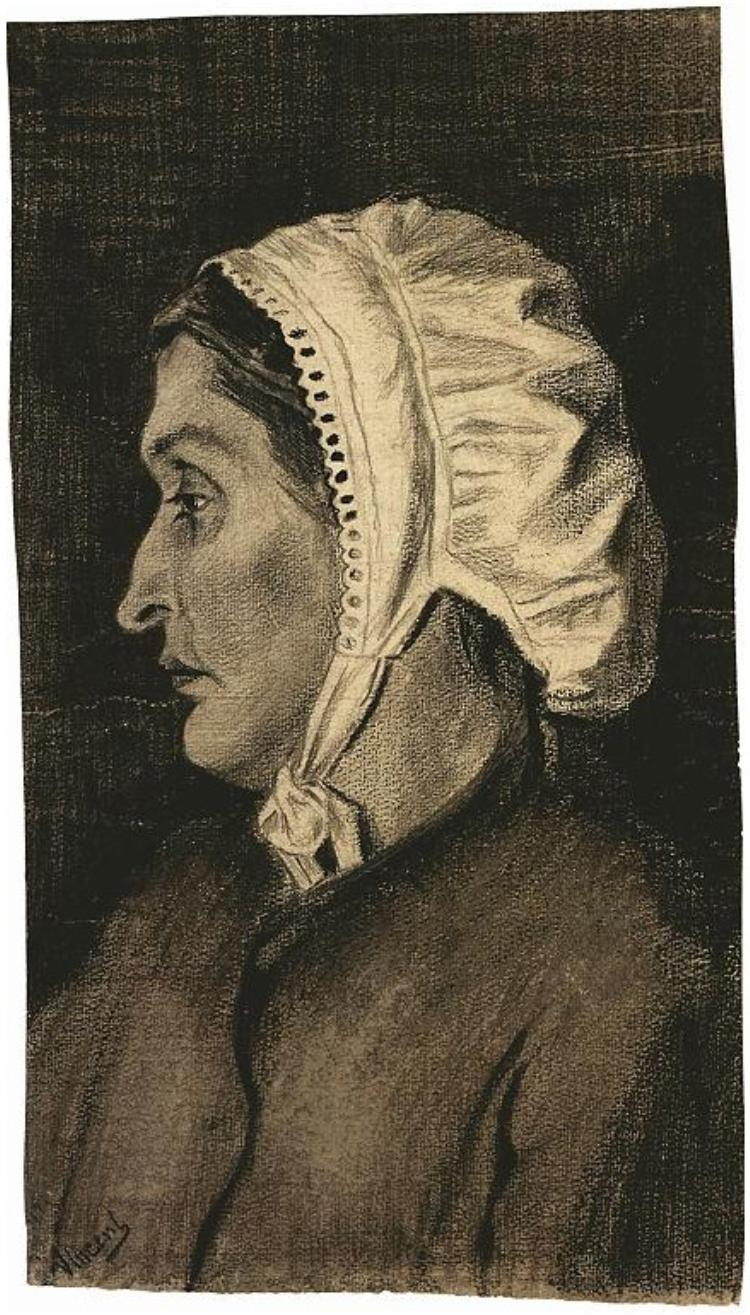
Sien met een witte kap, potlood, zwart lithografisch krijt, gewassen, december 1882, Van Gogh Museum, Amsterdam, Nederland (F931, JH291)
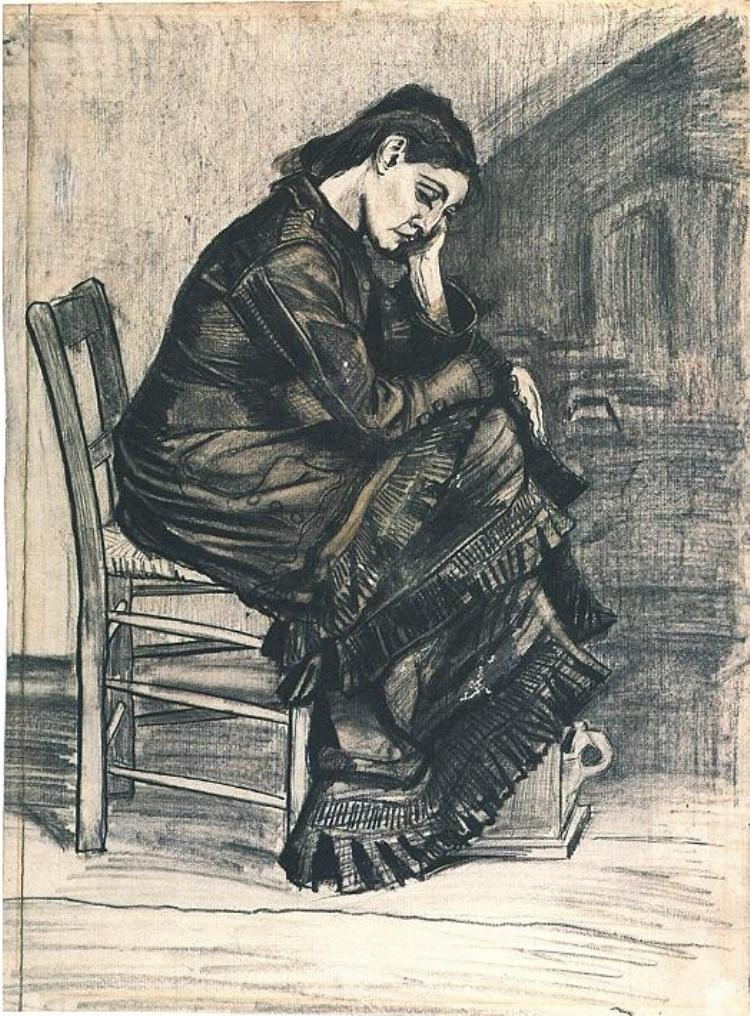
Zittende vrouw, potlood, pen en penseel in zwarte inkt, bruin/sepia gewassen, witte dekkende waterverf, sporen van de kwadratuur, op geschept papier (twee vellen), april 1882, Kröller-Müller Museum, Otterlo, Nederland (F935, JH143)
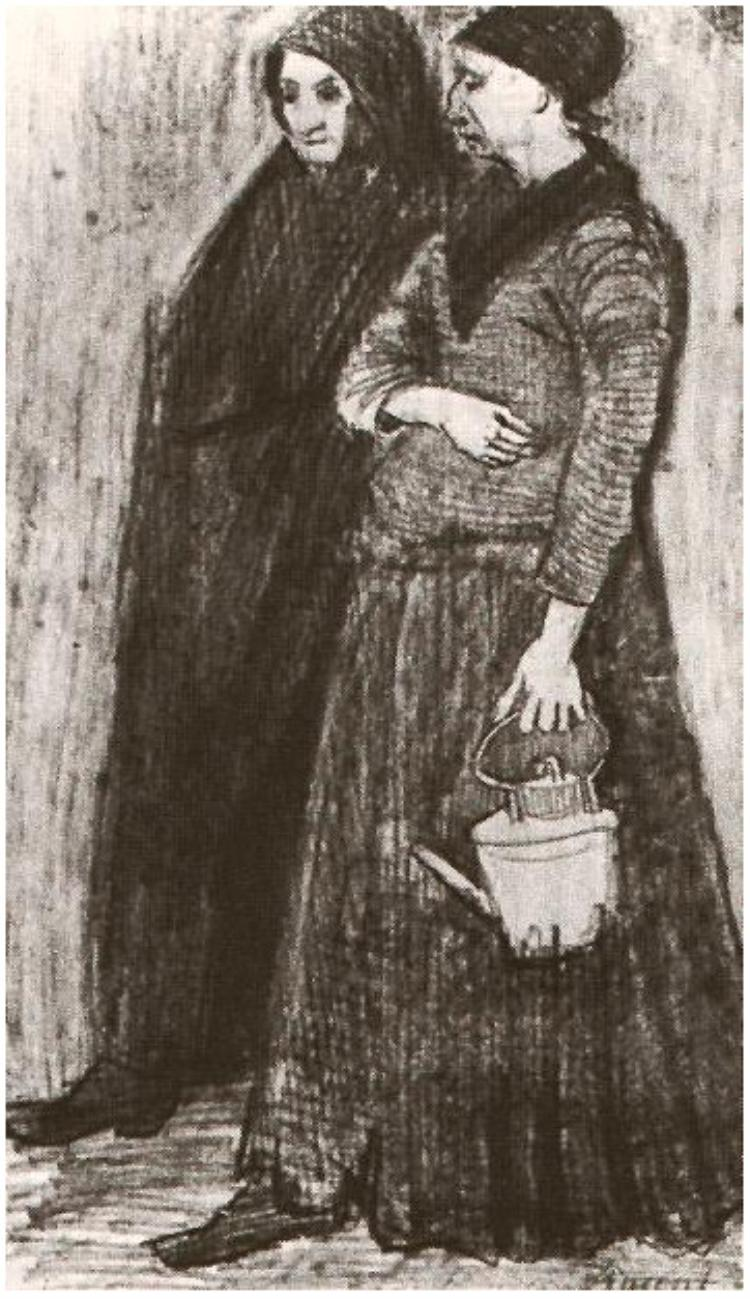
Twee vrouwen flaneren (zwangere Sien en haar moeder), potlood, de eerste helft van 1882, particuliere collectie, Nederland (F988a, JH148)
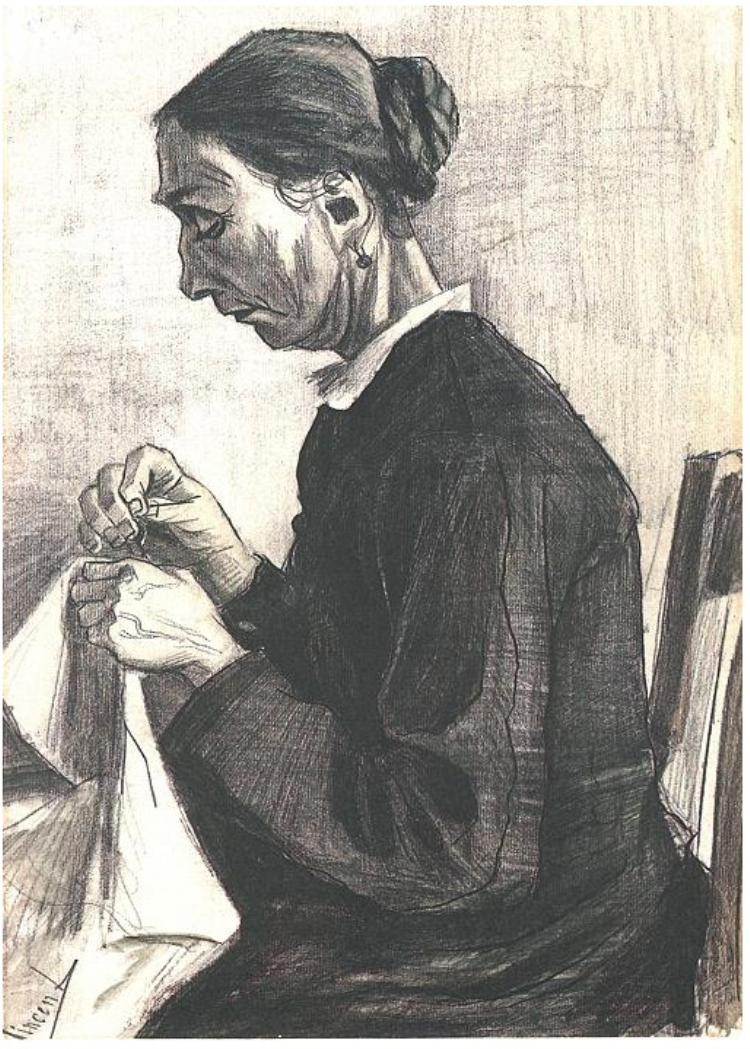
Sien, naaiend, potlood, zwart krijt, 1883, Museum Boijmans Van Beuningen, Rotterdam, Nederland (F1025, JH346)
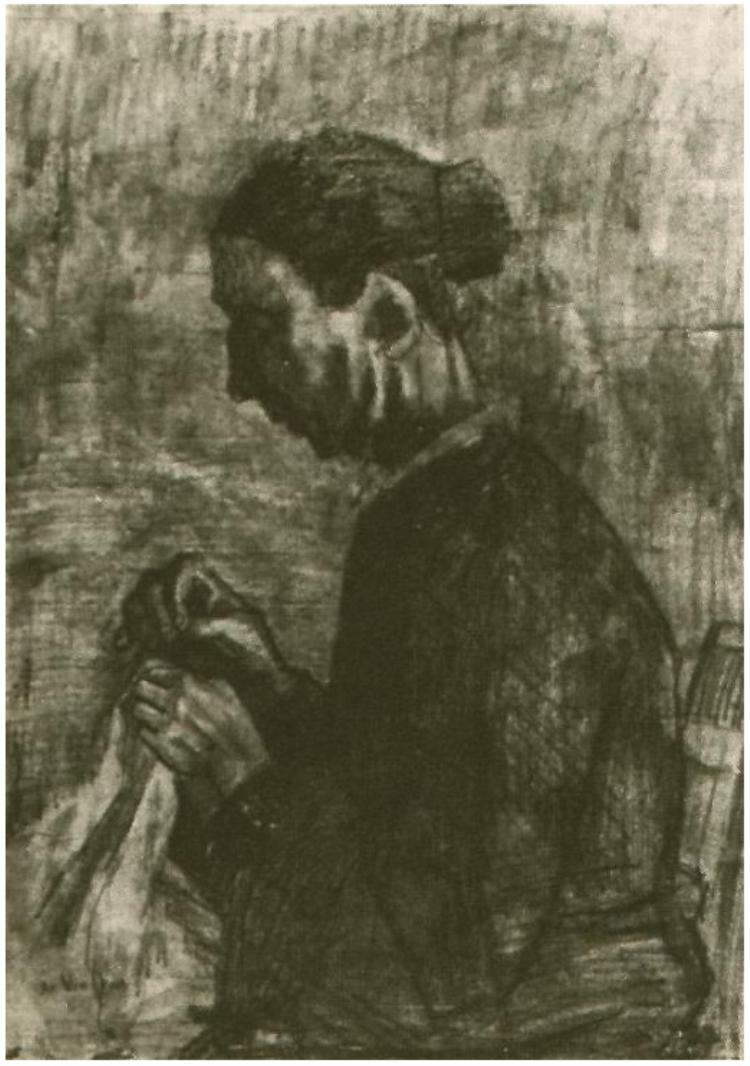
Sien aan het naaien, potlood, licht gewassen, 1883, Kröller-Müller Museum, Otterlo, Nederland (F1026, JH347)
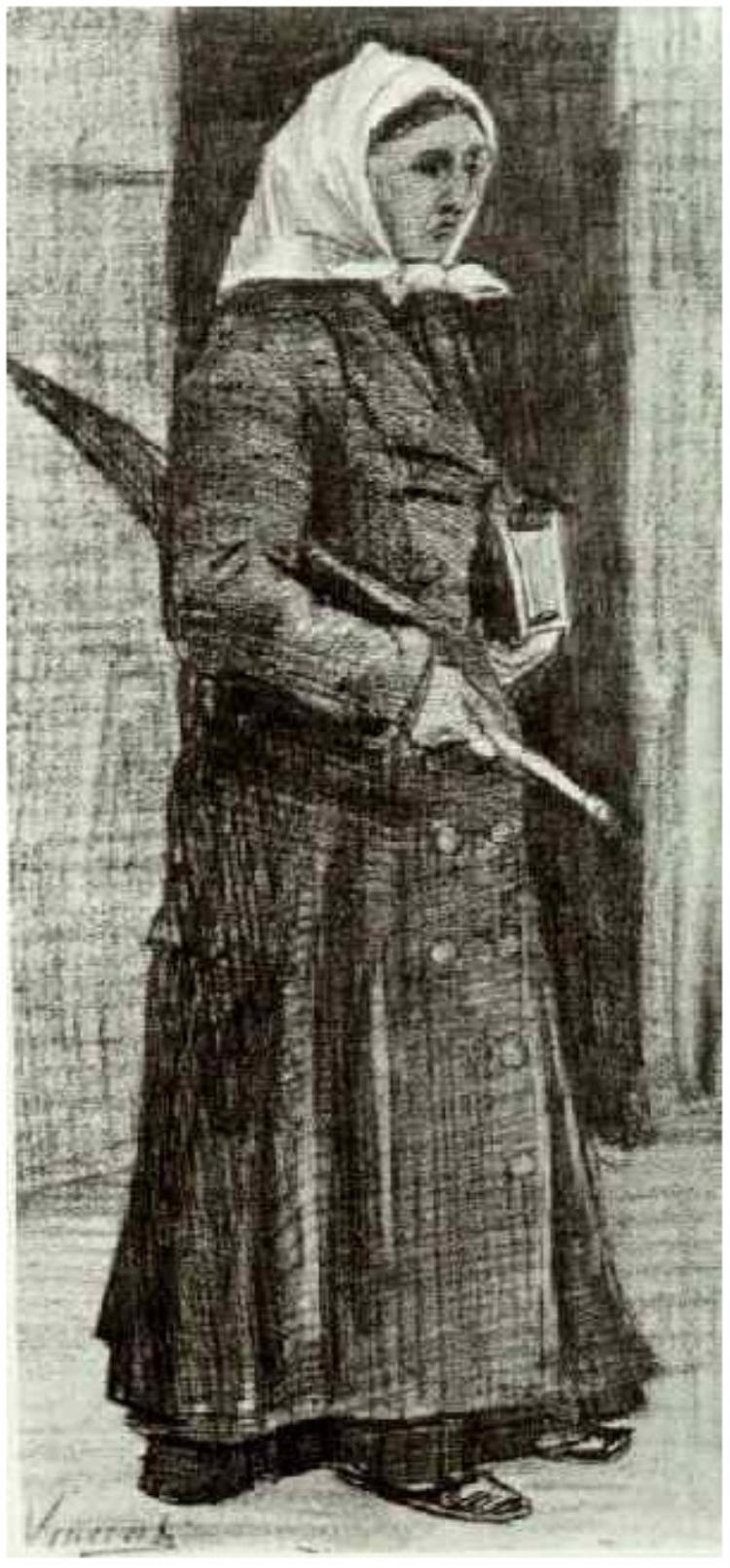
Sien met paraplu en gebedenboek, potlood, zwart krijt, 1882, particuliere collectie (F1052, JH101). Hulsker is van mening dat dit een van de eerste tekeningen met Sien is.
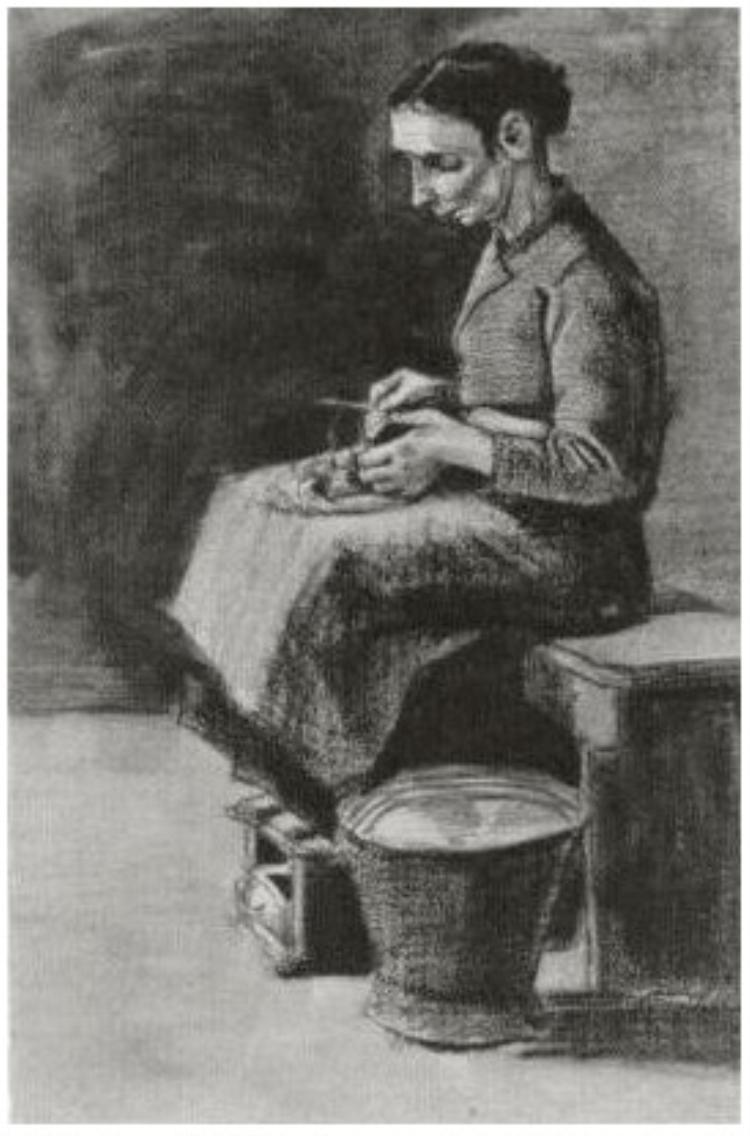
Sien het Schillen van Aardappelen, zwart krijt, 1883, Gemeentemuseum Den Haag, Den Haag, Nederland [bruikleen van Paul Citroen] (F1053a, JH358)

### Sien met baby Willem

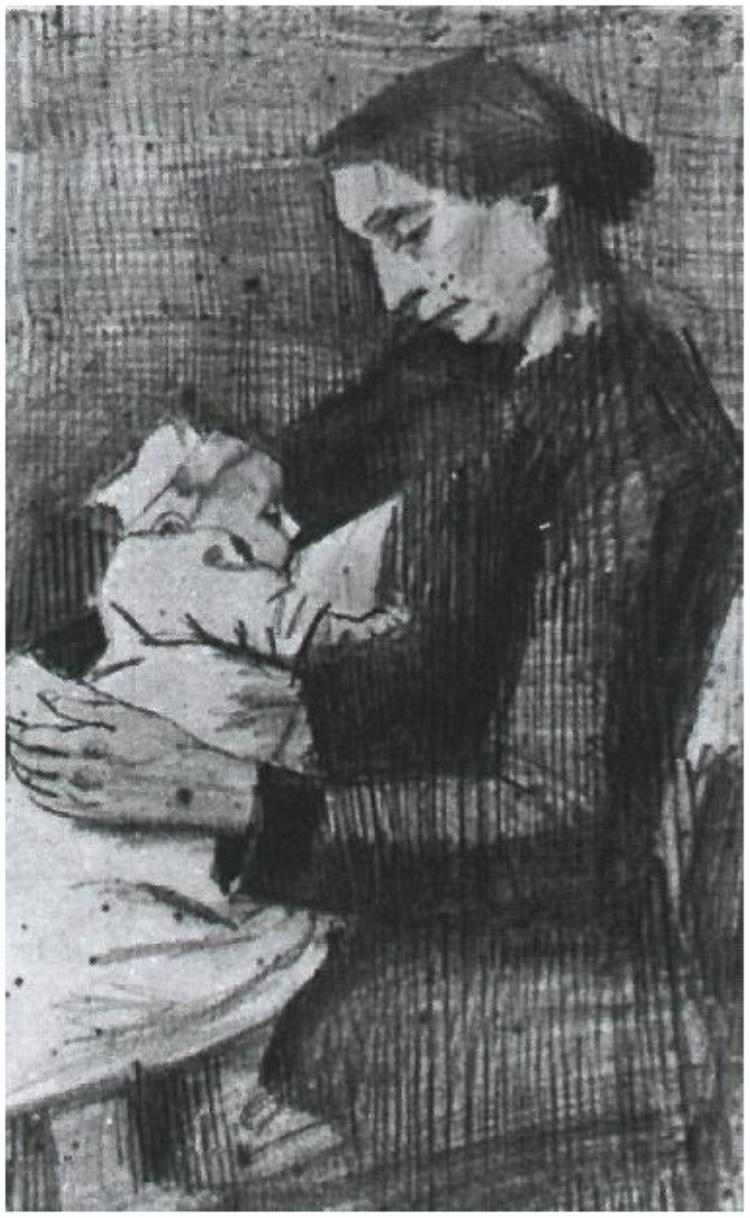
Sien zoogt de baby, tekening, 1882, Kröller-Müller Museum, Otterlo, Nederland (F1062)
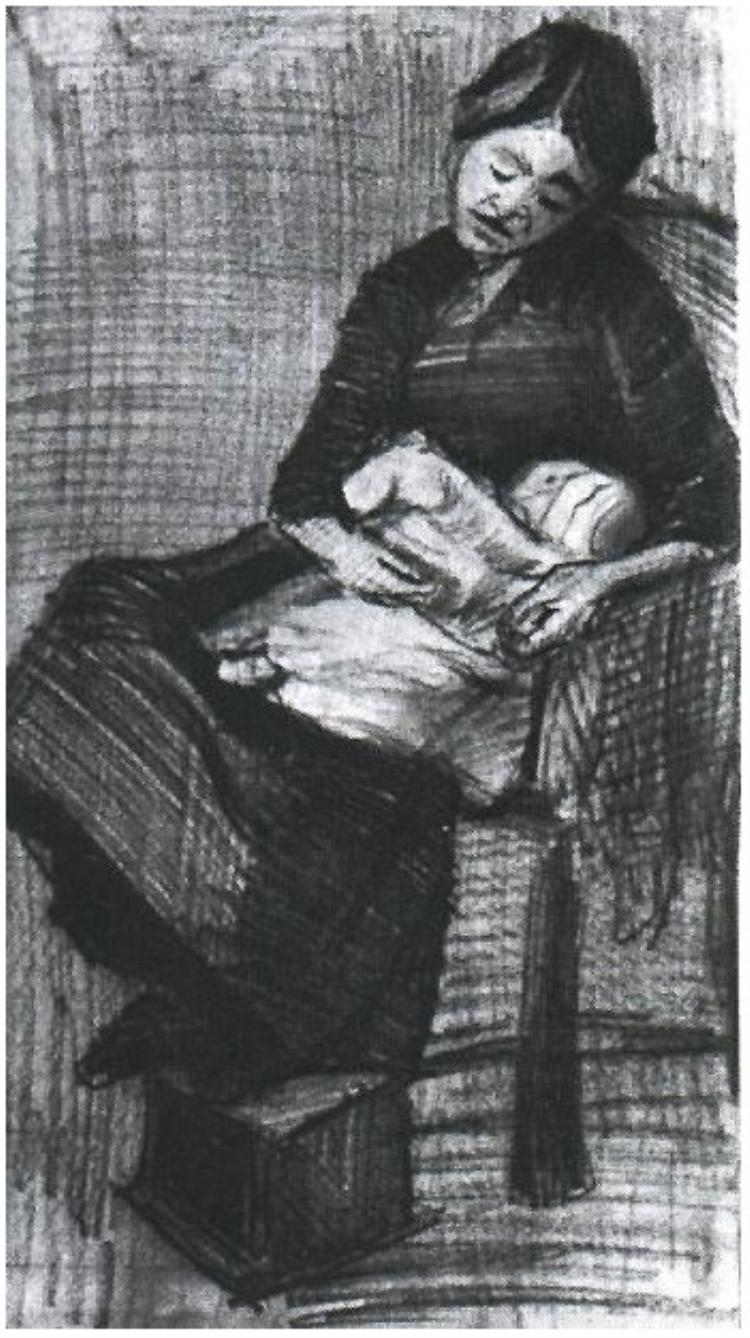
Sien zoogt de baby, tekening, 1882, Kröller-Müller Museum, Otterlo, Nederland (F1063)
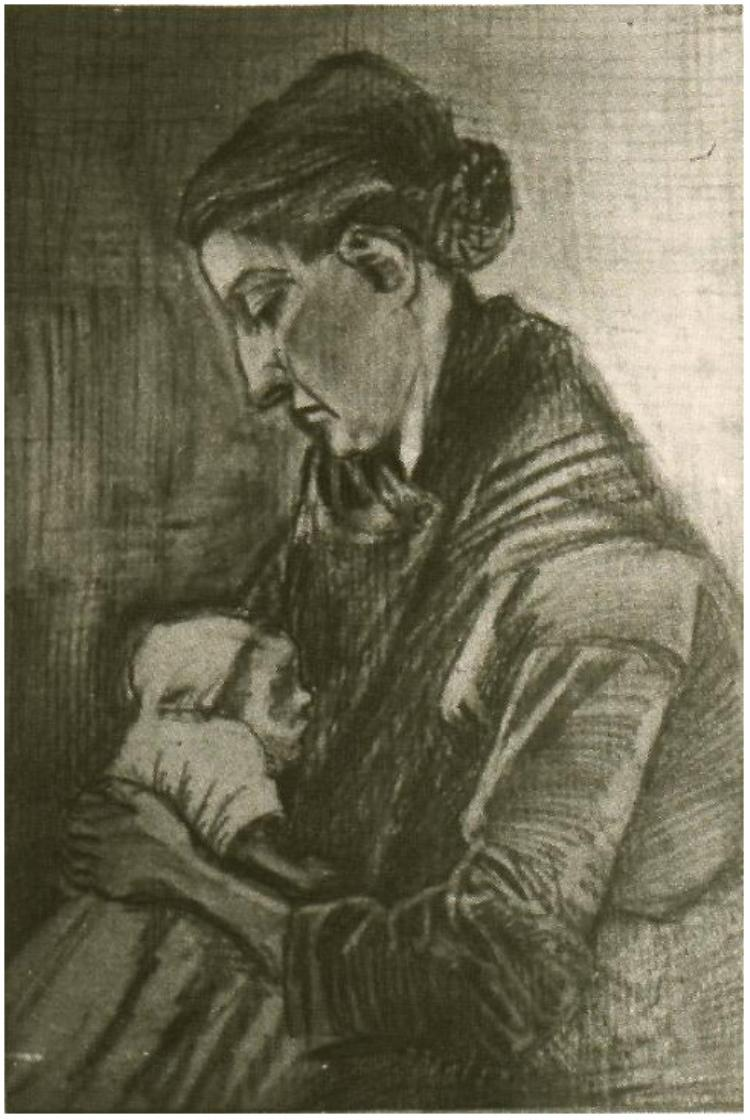
Sien zoogt de baby, tekening, 1882, privécollectie (F1064)
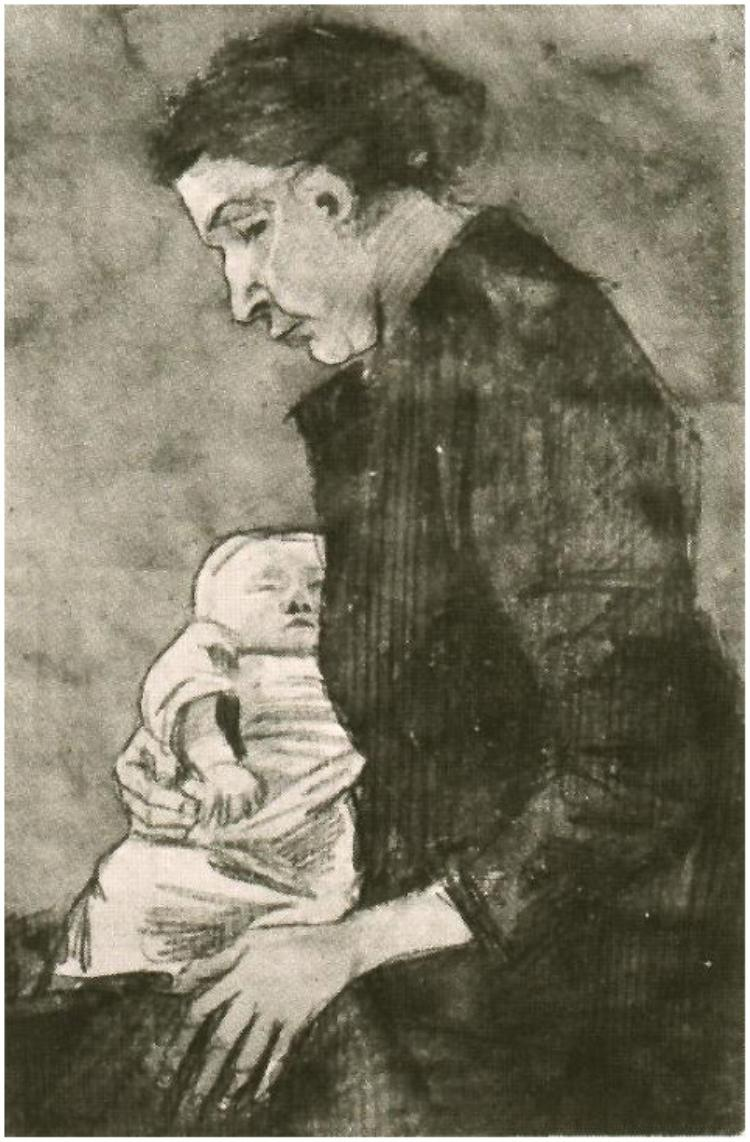
Sien zoogt de baby, tekening, 1882, particuliere collectie (F1065)
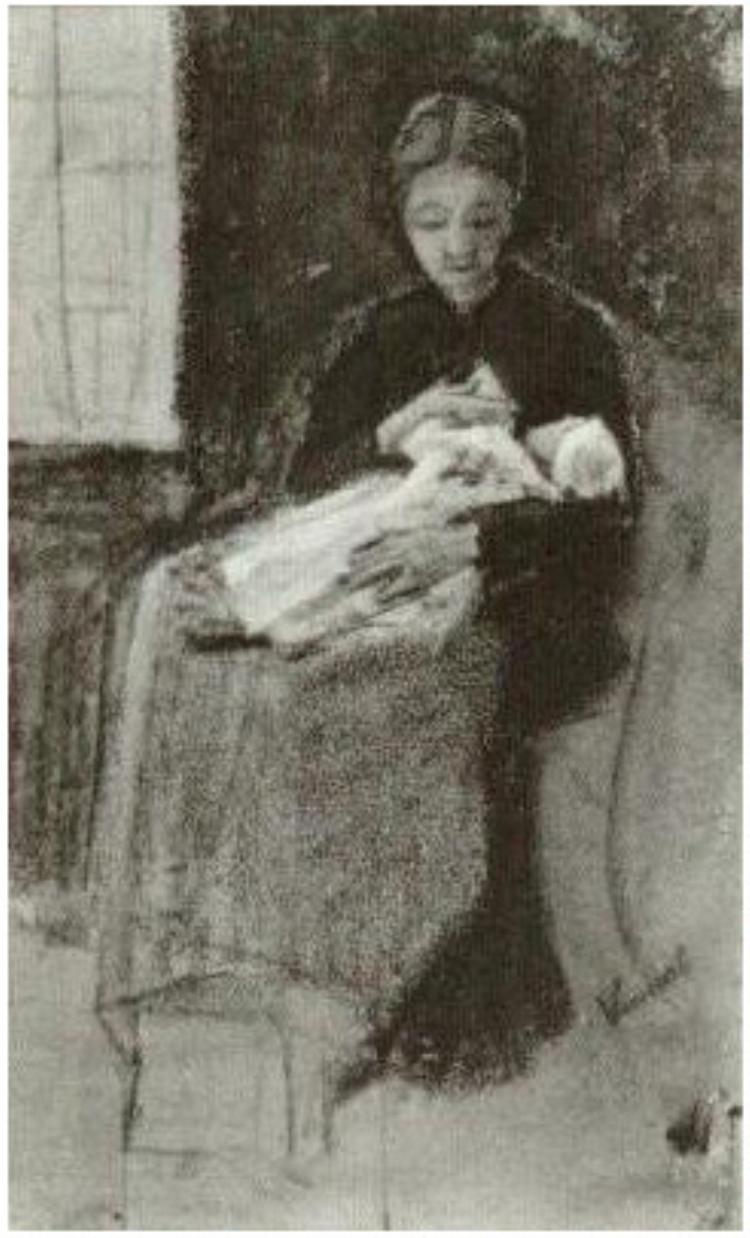
Sien zoogt de baby, aquarel, 1882, privécollectie (F1068)
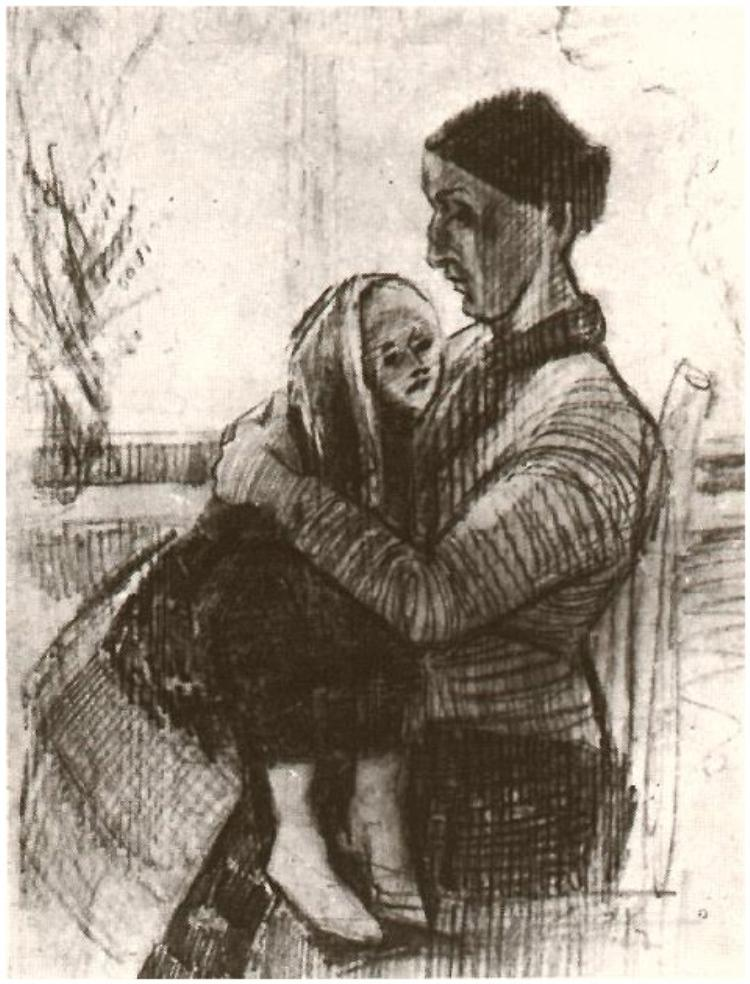
Sien met kind op schoot, tekening, 1882, Kröller-Müller Museum, Otterlo, Nederland (F1071)
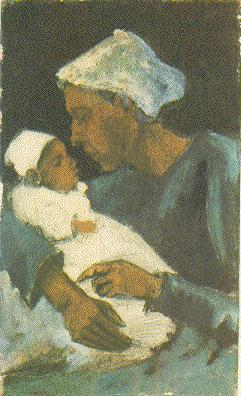
Vrouw (Sien) met een baby op haar schoot, september 1882 (F1061)

### Siens dochter Maria

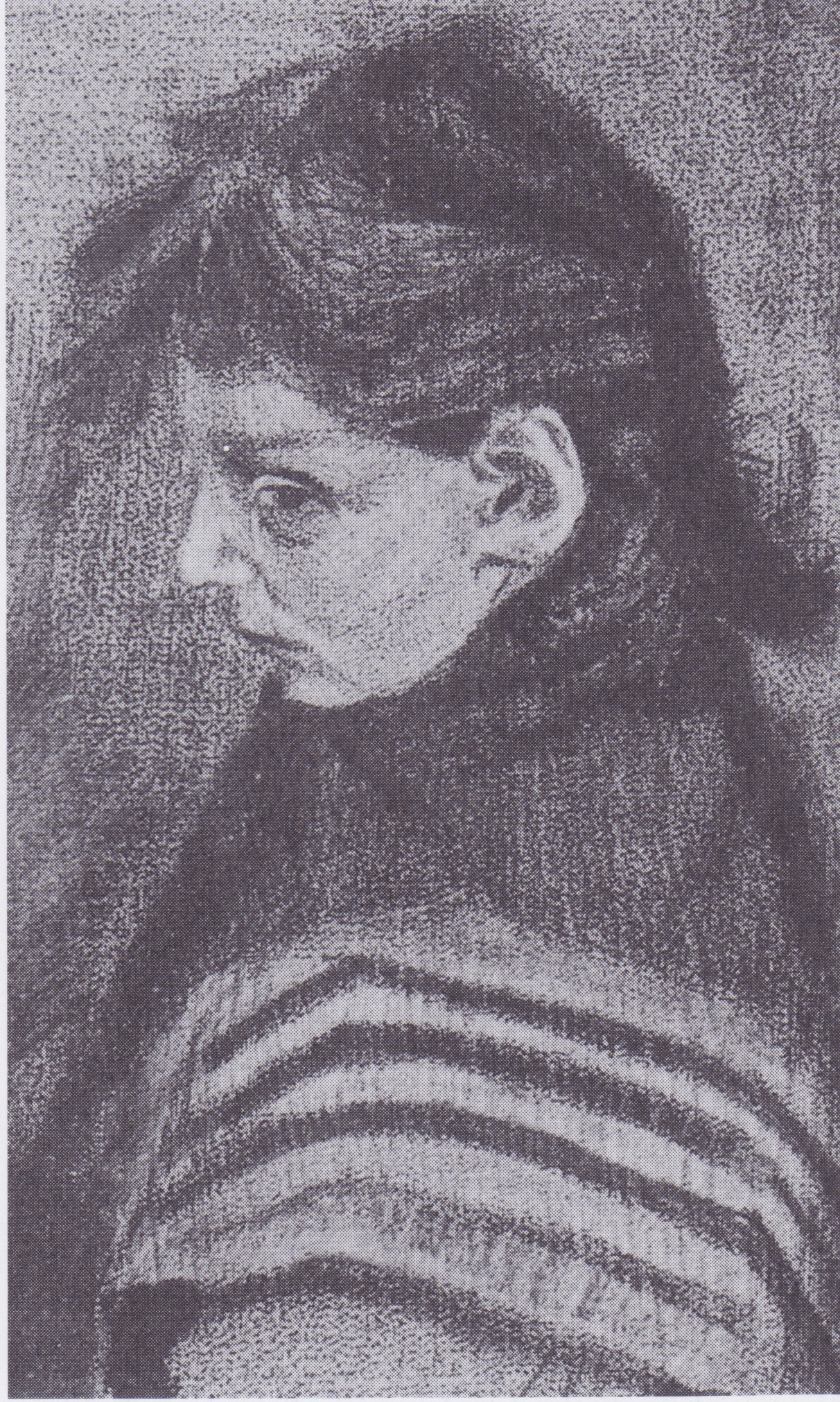
Siens dochter met sjaal, januari 1883, Kröller-Müller Museum, Otterlo, Nederland (F1007)
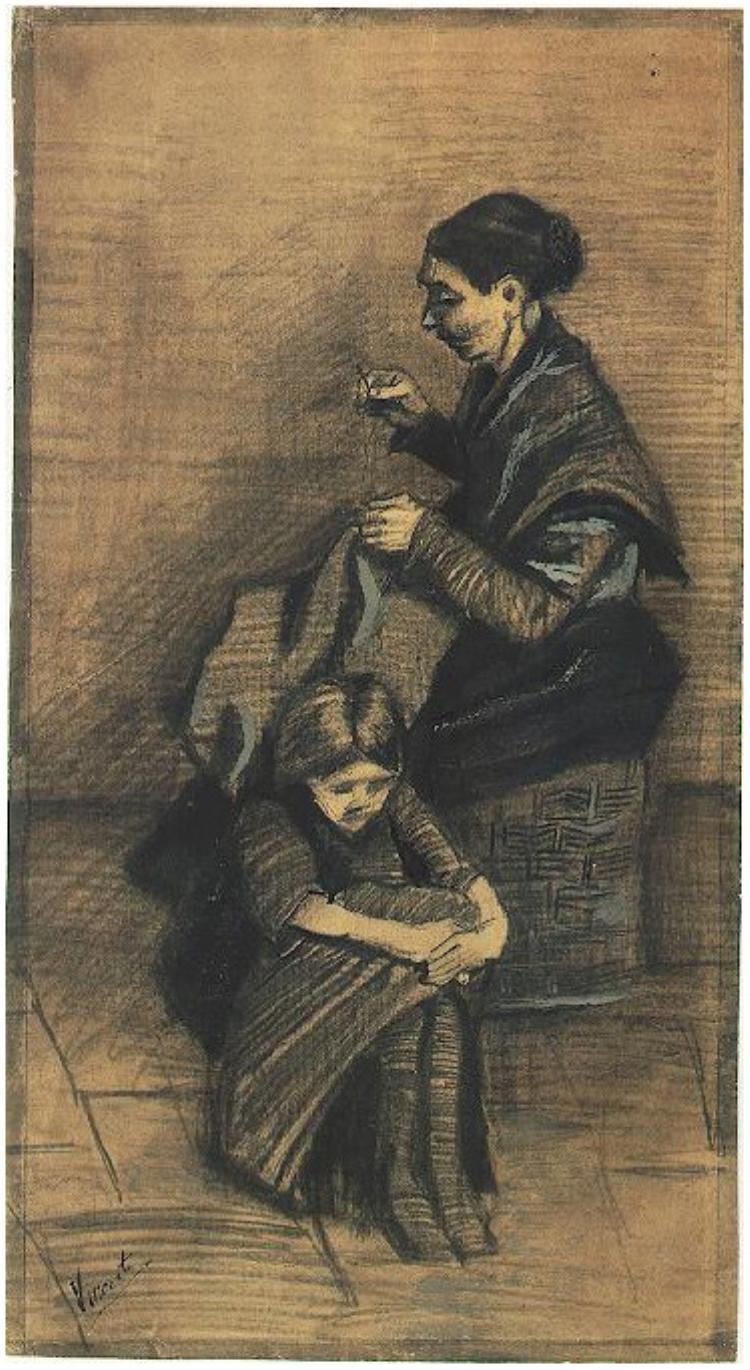
Sien, zittend op een mand met een meisje, 1883, zwart krijt, pen en penseel in bruin-zwarte inkt, zwart aquarel, opaak grijs aquarel, grijs (?) gewassen, met krassen, op velijnpapier, Van Gogh Museum, Amsterdam (F1072, JH341)
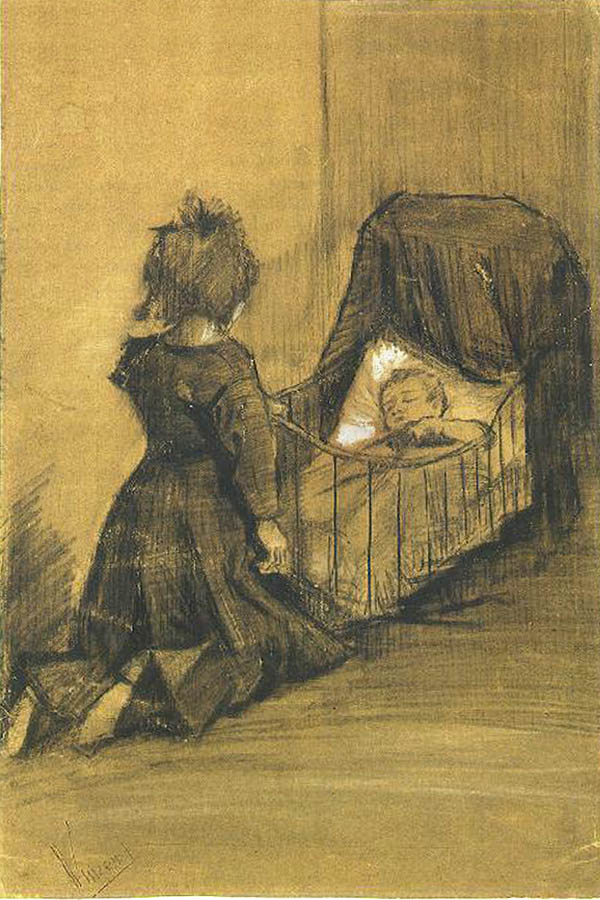
Meisje geknield bij een wieg, (Maria en Willem), maart 1883, tekening (potlood, houtskool, gehoogd met wit), Van Gogh Museum, Amsterdam (F1024)

### Siens moeder

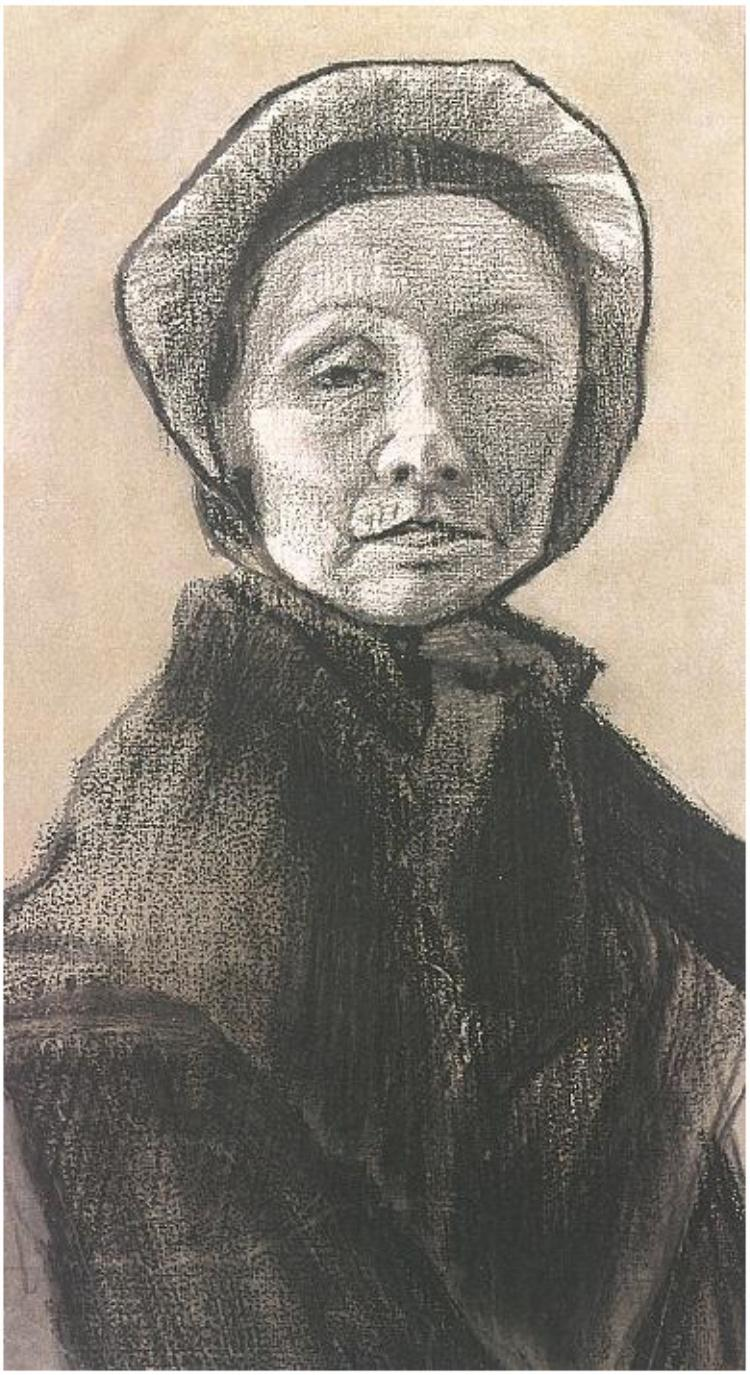
Vrouw met donkere kap (Siens Moeder), 1882 (F1057)
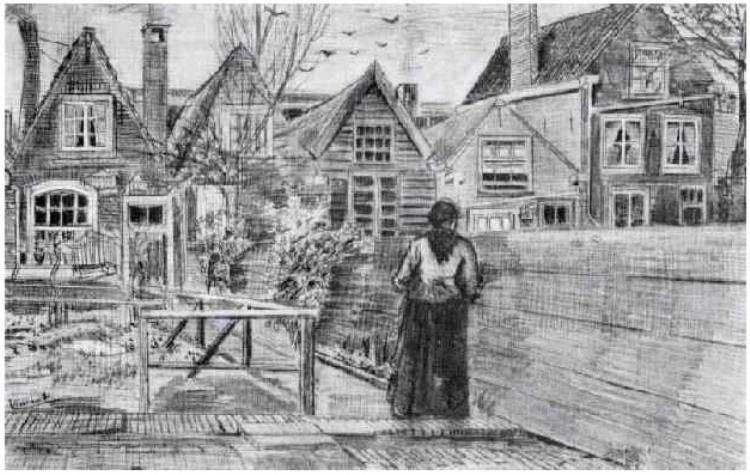
Het huis van de moeder van Sien, tekening, 1882, particuliere collectie (F941)
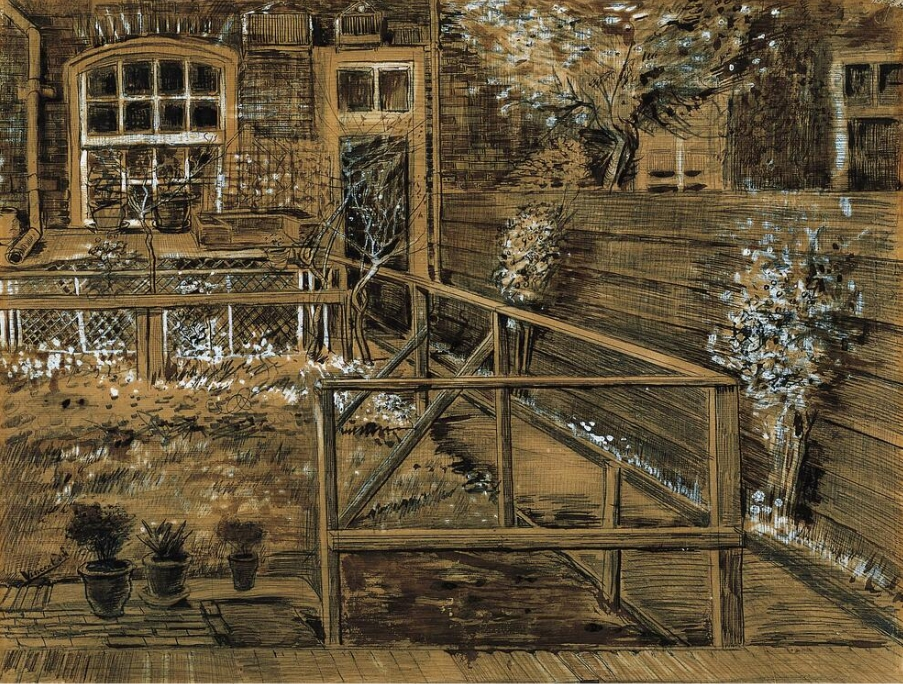
Het huis van Siens moeder, van dichtbij bekeken, tekening, 1882, Norton Simon Museum inPasadena, Californië (F942)

### Tekeningen van de gaarkeuken
Omdat de familie van Sien zo arm was, aten zij vaak bij de openbare gaarkeuken. Deze situatie heeft Van Gogh in beeld gebracht op verschillende tekeningen.

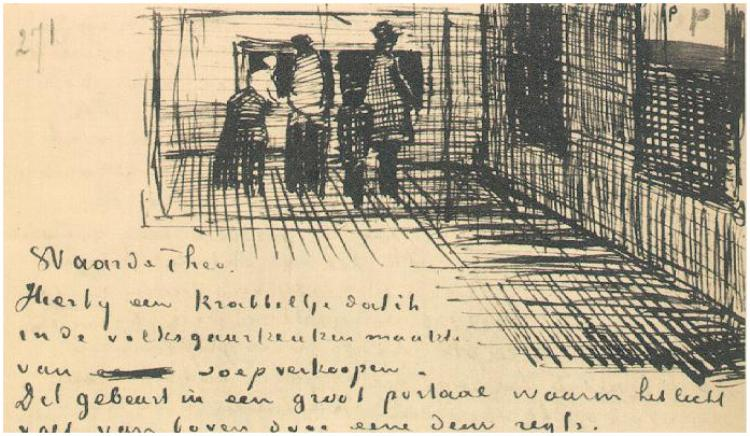
De openbare gaarkeuken, schets in een brief uit 1883, Van Gogh Museum, Amsterdam (F271)
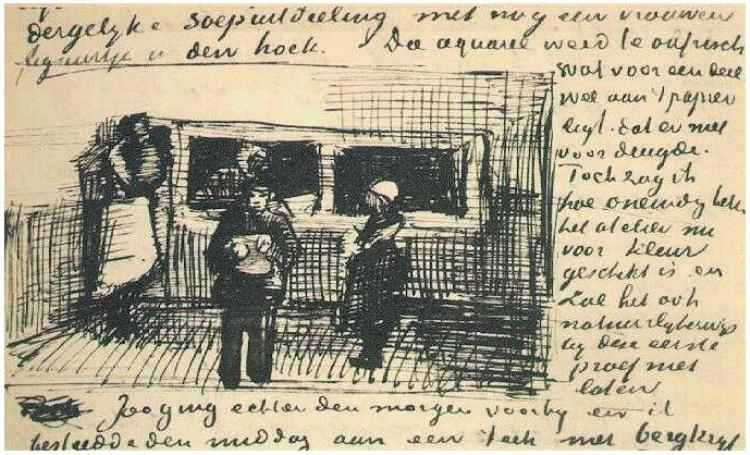
De openbare gaarkeuken, schets in een brief, 1883, Van Gogh Museum, Amsterdam (F272)
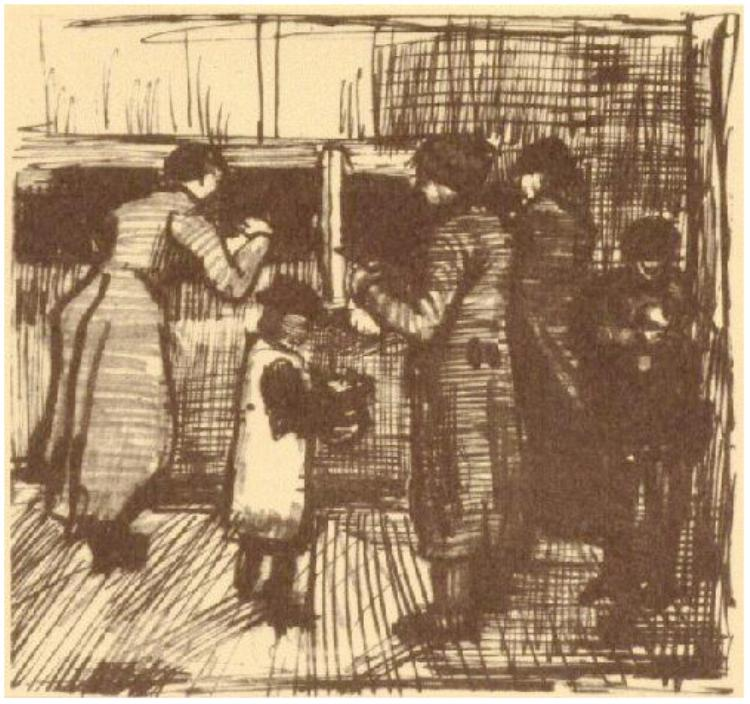
De gaarkeuken, tekening, 1883, Van Gogh Museum, Amsterdam (F1020)
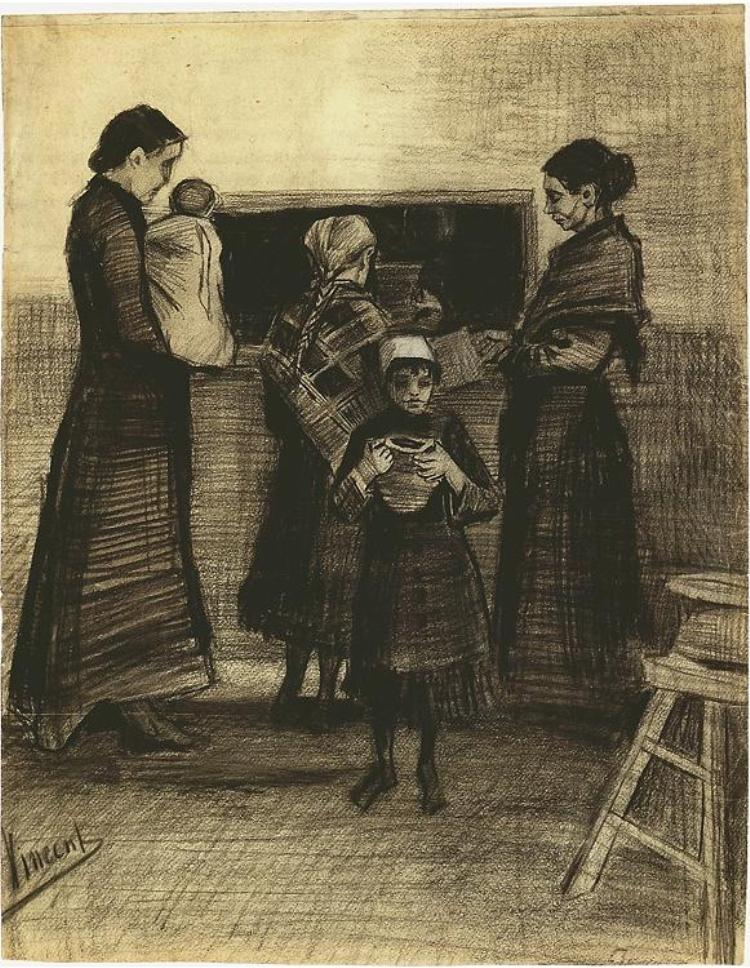
Het verdelen van de soep in de gaarkeuken, tekening, 1883, Van Gogh Museum, Amsterdam (F1020a)
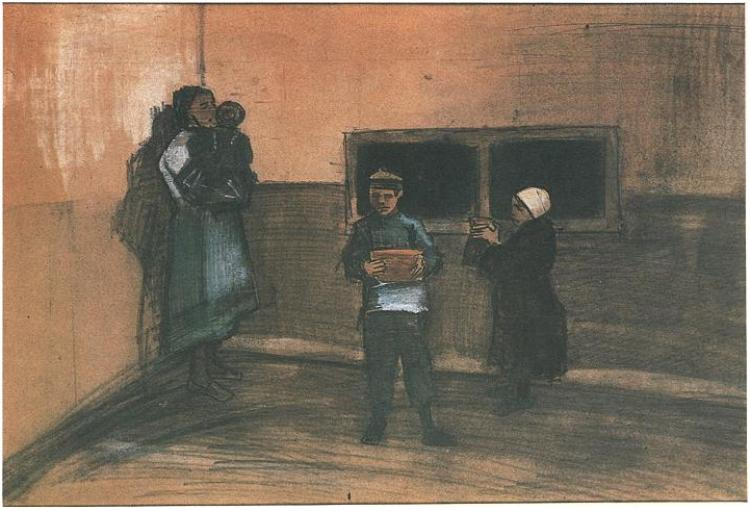
De gaarkeuken, aquarel, 1883, privécollectie (F1020b)

- Biografisch Portaal: 87171822
- Nationale Bibliotheek van Tsjechië: mzk20241235899
- Virtual International Authority File: 96467037